# لوحة انطوان لوران لافوازييه وزوجته
في لوحة انطوان لوران لافوازييه وزوجته هي لوحة تجمع كل من الكيميائي الفرنسي أنطوان لافوازييه وزوجته ومعاونته ماري-آن بييريت، وتم تكليف الرسام الفرنسي جاك لويس ديفيد بالقيام برسم هذه اللوحة وذلك في 1788 من قبل ماري-آن، اللوحة الآن موجودة في متحف متروبوليتان للفنون في نيويورك.

## التاريخ
دفع لديفيد مبلغ 7000 يورو لرسم هذه اللوحة وذلك في 16 كانون الأول / ديسمبر 1788. [بحاجة لمصدر]، لم يُسمح بعرض اللوحة على العامة في صالون باريس خوفًا من أن لوحة لافوازييه - ولافوازييه هو شخصية متصلة بالمحكمة الملكية وبالحكم الأترافي - قد تثير عدوانًا مضادًا للأرستقراطيين من قبل مشاهدي اللوحة. [2]
في عام 1836، قامت ماري_آن بإعطاء اللوحة لإبنة أخيها، وبقيت في مجموعة الكونتيسة دي شازيليز وذريتها حتى عام 1924، عندما تم شراؤها من قبل جون ديفيدسون روكفلر، ومن ثم روكفلر أعطى اللوحة إلى معهد روكفلر للبحوث الطبية في عام 1927، ومن ثم حصل عليها متحف متروبوليتان من معهد روكفلر في عام 1977.

## الوصف
اللوحة رسمت بالألوان الزيتية على قماش 259.7 × 194.6 سم.
يظهر في اللوحة الزوجان وهم في مكتب لافوازييه وتظهر تفاصيل الغرفة في الألواح الخشبية للأرضيات وجدران من الرخام الزائف مع ثلاثة أعمدة كلاسيكية، تتوسط اللوحة وجوه الزوجين، ماري-آن تظهر واقفة تنظر في أعين الناظر إليها. لباسها من أزياء نهاية القرن 18 وتضع شعر مستعار أبيض، ومرتدية فستان أبيض مع طوق من الدانتيل وحزام أزرق يلفّ خصرها، وهي تستند على كتف زوجها بيدها اليسرى، ويدها اليمنى متكئة على الطاولة.
أما أنطوان لافوازييه فهو جالس مرتديًا سترةً سوداء، وسروالًا ومن فوقه جوارب، وحذاء ملوي الطرف، أما في الجزء العلوي فهو يرتدي قميص أبيض ومن فوقه رداء أسود من الدانتيل ويضع شعرًا مستعارًا، ووجهه باتجاه زوجته، ذراعه اليسرى موضوعة على الطاولة، بينما يكتب بيده اليمنى باستخدام قلم (ريشة ). والطاولة مغطاة بمخمل قرمزي اللون هناك العديد من الصحف، وعلبة من المجوهرات، ومحبرة مع عدد من الريش والأقلام، وهناك مقياس للغاز وللضغط الجوي، ويوجد دورق كروي كبير على الأرض في يمين اللوحة، في أقصى يسار اللوحة هناك كرسي عليه مستندات ورداء أسود اللون، ومن الهام بأن وضعية الزوجان كانت غير اعتيادية في أواخر القرن 18 وهو مختلف عن المعايير التقليدية آنذاك.
اللوحة وقعت في الشق السفلي الأيسر: L DAVID, PARISIIS ANNO, 1788

## تراث
اللوحة معروضة بشكل دائم في متحف متروبوليتان للفنون في مدينة نيويورك.

## وصلات خارجية
- أوروبا في عصر التنوير والثورة, كتالوج من متحف متروبوليتان للفنون المكتبات (متاحة بالكامل على الإنترنت بصيغة PDF)، والذي يحتوي على المواد على هذه اللوحة (انظر الفهرس)